# Bob Catley
Bob Catley (Aldershot, 11 settembre 1947) è un cantante britannico heavy metal.

## Biografia
Conosciuto principalmente per essere il cantante del gruppo rock britannico Magnum, ha inoltre alle spalle una carriera solista.
I suoi primi 3 album solisti (The Tower, Legends, Middle Earth) sono stati interamente scritti e prodotti da Gary Hughes dei Ten.
Dal 2002 collabora con Tobias Sammett nel progetto Avantasia. Ha cantato negli album Avantasia metal opera pt2, 
The Scarecrow, The Wicked Symphony, Angel of Babylon, The Mystery of Time, Ghostlights e Moonglow ed ha anche partecipato ai tour mondiali della band.

## Discografia

### Hard Rain
- 1997 - Hard Rain
- 1999 - When The Good Times Come

### Bob Catley

#### Album in studio
- 1998 - The Tower
- 1999 - Legends
- 2001 - Middle Earth
- 2003 - When Empires Burn
- 2006 - Spirit of Man
- 2008 - Immortal

#### Album dal vivo
- 1999 - Live at the Gods

#### Partecipazioni e collaborazioni
- Avantasia - The metal opera - Part II (2002)
- Avantasia - The scarecrow (2008)
- Avantasia - Angel of Babylon (2010)
- Avantasia - The wicked symphony (2010)
- Avantasia - The mystery of time (2013)
- Avantasia - Ghostlights (2016)
- Avantasia - Moonglow (2019)